# Assioet Universiteitstadion
Het Asiut Universiteitstadion (Arabisch: استاد جامعة أسيوط) is een multifunctioneel stadion in Assioet, een stad in Egypte. Het stadion wordt vooral gebruikt voor voetbalwedstrijden, de voetbalclub Assioet Petroleum SC maakt gebruik van dit stadion. Er kunnen ook atletiekwedstrijden worden gespeeld. Om het grasveld heen ligt een atletiekbaan. In het stadion is plaats voor 12.000 toeschouwers. Het stadion werd gebouwd in 2005.  